# Джон Сноу (персонаж)
Джон Сноу (англ. Jon Snow) — персонаж серії романів у стилі фентезі «Пісня льоду й полум'я» американського письменника Джорджа Мартіна та телевізійної адаптації «Гра престолів». Нью-Йорк таймс називає цього персонажа одним з «найкращих витворів» та найпопулярніших персонажів автора.

## Родовід Джона Сноу
- Ейгон І Тарґарієн
  -  Ейніс І Тарґарієн
    -  Джейгейріс І Тарґарієн
      -  Бейлон Тарґарієн
        -  Деймон Тарґарієн
          -  Візеріс ІІ Тарґарієн
            -  Ейгон IV Тарґарієн
              -  Дейрон ІІ Тарґарієн
                -  Мейкар І Тарґарієн
                  -  Ейгон V Тарґарієн
                    -  Джейгейріс ІІ Тарґарієн
                      -  Ейріс II Таргарієн
                        -  Рейгар Тарґарієн
                          -  Ейгон VI Тарґарієн, відоміший як Джон Сноу

## Біографія
Джон Сноу — незаконнонароджений син Неда (Еддарда) Старка і невідомої жінки. Було припущення, що його мати була годувальницею в одній із знатних родин на ім'я Вілла, але це не було підтверджено, оскільки Нед був страчений раніше, ніж зміг розказати, Джону, хто його мати. Його супутник лютововк, тихий, альбінос на ім'я «Привид».
На початку «Гри престолів», коли Теон Грейджой знаходить лютововків, яких було спочатку п'ять цуценят, для п'ятьох дітей Старків. Це віддаляло Джона від його братів і сестер. Але невелике цуценя, цілком білого кольору, було знайдено окремо від решти п'яти, і всі вирішили, що воно буде Джона.
Джон був одного віку з Роббом Старком. Нед привіз його до Вінтерфелла з півдня після війни. Незважаючи на заперечення дружини Кетлін, Нед наполіг на своїй відповідальності за хлопчика, і він ріс пліч-о-пліч із дітьми Старків. У нього витягнуте обличчя, сірі очі і худа статура, з характерними рисами Старків, і тому він був більше схожим на жителів півночі, ніж будь-хто з рідних дітей леді Кетлін (крім Арії).
Коли Джон виріс, його становище стало ще більш непевним. Його дядько, Бенджен Старк запропонував хлопцеві службу разом з ним у Нічній Варті, на Стіні. Джон приїжджає з дядьком на Стіну, щоб вступити у братство Нічної Варти. Спочатку він був прикро вражений своїм призначенням стюардом лорда-командувача, але незабаром зрозумів, що його готують до майбутнього керівництва братством. Джон, як очі і вуха командування, приєднався до експедиції з пошуку зниклих розвідників, в тому числі і свого дядька. За наказом командира групи, хлопець проникає в армію здичавілих на чолі із самозваним «Королем за стіною» Мансом Розбійником, і дізнається про його плани прорватися за Стіну, до Семи Королівств. Він залишився вірним Нічній Варті, і врешті-решт йому вдалося покинути здичавілих і повернутися назад в Чорний Замок. Під час нападу армії здичавілих, Джон взяв на себе командування залишками захисників Стіни. Незважаючи на величезні труднощі, Джон успішно командує захистом Стіни, наявними силами, поки своєчасне прибуття на допомогу армії Станніса Баратеона не привело до знищення армії здичавілих. Незабаром після цього, Джон Сноу був вибраний дев'ятсот дев'яносто восьмим лордом-командувачем Нічного Дозору.
Королю Станнісу необхідний був новий лорд Вінтерфелла і Півночі, той, хто міг би не тільки забезпечити спокій Півночі, але хто б також міг бути вірним Станнісу як законному королю Вестероса. Він запропонував йому свій королівський указ по затвердженню Джона Сноу як лорда Джона Старка з Вінтерфелла. Джон вирішив залишитися вірним Нічній Варті і відмовився від пропозиції Станніса. Станніс і його армія залишаються в Чорному Замку, до основних подій книги «Танець з Драконами». Джон Сноу не довіряє Станнісу, і напружені відносини між ними продовжують з часом загострюватися. Він також є вкрай підозрілим до Ланністерів, через вбивство його батька і брата, за єдиним винятком відносно карлика Тіріона, з яким у Джона складається дружба і взаємоповага під час перебування Тіріона на Стіні.
Джон не знає, хто його мати. У першій книзі серії, Нед Старк говорить королю Роберту, що він «зганьбив» свій шлюб із Кетлін з годувальницею із багатої родини на ім'я Вілла із Зорепаду, і більше нічого не відомо про неї. Інша теорія стверджує, що мати Джона була Ешара Дейн, сестра Ертура Дейна із Зорепаду. Ще один варіант чуток стверджував, що Еддард зовсім не батько Джона, що Сноу син його сестри Ліанни і принца Рейєгара Таргарієна. В десятій серії шостого сезону Брандону Старку прийшло видіння, яке підтверджує ці догадки. Також цей факт було підтверджено у сьомій серії сьомого сезону. Тоді ж і було назване справжнє ім'я Джона — Ейгон Таргарієн.
У телесеріалі «Гра престолів» роль Джона Сноу зіграв Кіт Герінґтон.

## Цікаві факти
- Вихід серії, у якій Джон Сноу воскрес збігся в часі з православним Великоднем. Саме тому у православному сегменті інтернету виник жарт «Джон Сноу воскрес! Воістину воскрес!». Цікаво, що цей персонаж є одним із претендентів на роль Азора Ахая (у серіалі — «Принц, що був обіцяний») — своєрідного аналога Месії.